# Municipio de Monterrey
El municipio de Monterrey es uno de los 51 municipios del estado mexicano de Nuevo León. Su cabecera es la localidad de Monterrey.

## Geografía
El municipio de Monterrey colinda al norte con los municipios de García y General Escobedo; al este con los municipios de San Nicolás de los Garza, Guadalupe y Juárez; al sur con los municipios de Cadereyta Jiménez y Santiago; y al oeste con los municipios de Santa Catarina y San Pedro Garza García.
A la ciudad de Monterrey la atraviesa de poniente a oriente el río Santa Catarina, por lo regular su cauce luce con escasa corriente cuando no es temporada de lluvias, cuando hay algún temporal o algún ciclón tropical que generen gran cantidad de lluvia, el cauce del río se vuelve muy peligroso y destructivo, incluso mortal, por los antecedentes que hay con el huracán Gilbert (1988) y el huracán Alex (2010).
El municipio de Monterrey cubre un área aproximada de 323.60 km², de la cual, el 43 % corresponde al área urbana de Monterrey.

### Topografía
La ciudad está rodeada de montañas, lo que le ha ganado el epíteto La Ciudad de las Montañas. El punto más alto del municipio es el “Copete de las Águilas” en el Cerro de Chipinque, que Monterrey comparte con San Pedro. Al noroeste de la ciudad se localiza el Cerro de las Mitras, que supera los 2000 m s. n. m. Al oriente está el cerro de la Silla; con 1820 m s. n. m. de altitud, es el símbolo de la ciudad. Al noreste se encuentra el cerro del Topo Chico. Al sur del río Santa Catarina el cerro del Mirador  y la Loma Larga; ahora con un túnel, dividen Monterrey de San Pedro Garza García. Al norte del río Santa Catarina se encuentra la Loma de Chepe Vera conocida actualmente como el Cerro del Obispado, sobre el que se encuentra lo que fuera residencia episcopal; ahora museo, y una asta bandera.

### Hidrografía
Cuenta con muy escasas corrientes permanentes de agua, la más importante es el río Santa Catarina, que nace en la Sierra Madre, se alimenta de las lluvias que caen en La Huasteca, y cruza la ciudad de Poniente a Oriente, y algunos arroyos cuyos cauces están secos la mayor parte del tiempo; solo cuando es temporada de precipitaciones lucen una corriente, y la cantidad de agua que habrá en los arroyos dependerá de la intensidad de las lluvias.

### Eventos telúricos
El 3 de marzo de 2014 se registraron tres sismos al noreste de Montemorelos, Nuevo León, cuya intensidad fue en promedio de 3.7 grados en escala de Richter, Nuevo León volvió a ser sorprendido por los movimientos de la Tierra. Las estadísticas del Servicio Sismológico Nacional (SSN) mostraron un aumento en la intensidad y frecuencia de los sismos en Nuevo León, donde se registraron 31 movimientos telúricos de entre 3.1 y hasta 4.3 grados en la escala de Richter entre enero y abril de 2014. Los eventos más recientes fueron en los días 29 de agosto de 2016 a las 20:11 horas, y el 30 de agosto de 2016 a las 9:04 horas, cuando se registró un sismo al sur de Monterrey con un promedio de 4.0 grados y 3.9 grados respectivamente en escala de Richter con el epicentro a 38 km al noreste de Cadereyta Jiménez.

### Clima
El clima de Monterrey es semiárido (clasificación climática de Köppen: BSh). En particular, el clima de Monterrey presenta las estaciones más o menos definidas, siendo el verano la estación más definida, pues se presenta una fuerte sequía estival y temperaturas elevadas que alcanzan su clímax a fines de julio y en agosto: la llamada canícula. Este fenómeno meteorológico se caracteriza por ausencia de precipitaciones y calor constante, los días se suceden como una copia uno del otro, como si el tiempo se detuviese. Durante la canícula las temperaturas pueden alcanzar valores de más de 35 °C de forma sostenida, registrando las mínimas más altas en valores incluso por encima de 28 °C el día más cálido, que ocurre generalmente en agosto. La precipitación media anual es de alrededor de 600 mm repartida principalmente a fines del verano e inicio del otoño, siendo septiembre el mes más lluvioso del año. Eventos importantes de tormentas eléctricas fuertes, a veces tormentas severas, suelen presentarse entre abril y junio, tal es el caso de un tornado EF-2 que tocó tierra en el noreste del área metropolitana el 8 de mayo de 2020.  Es en esta época, de abril a junio, cuando la ciudad puede verse afectada por inundaciones repentinas. La temperatura media es de 22.9 °C. Hay una variación de alrededor de 14 °C entre las temperaturas medias del mes más frío, enero, y el mes más cálido, agosto.
El invierno es la estación más irregular y, en específico en cada uno de los meses del invierno, se presenta la mayor desviación estándar en cuanto a temperaturas mensuales. Esto significa que las temperaturas promedio de estos meses ocultan las temperaturas potenciales, tanto máximas como mínimas, que con frecuencia pueden presentarse y que se alejan considerablemente de las medias. Así, tanto temperaturas de 0 °C como de más de 25 °C son posibles en enero; el mes más frío en cuanto a su temperatura media. A pesar de que enero es el mes más frío, el día más frío del año usualmente ocurre en febrero. Y es en este mes donde se tienen registros de las temperaturas absolutas más frías en la ciudad. 
La temperatura más baja de los últimos 60 años ha sido de −7.5 °C en 1983. Las temperaturas descendieron a valores de -5 °C el 3 de febrero de 2011; y a valores incluso más fríos, -7 °C, el 15 de febrero de 2021. Debido a la escasa altura de la ciudad y la influencia del golfo de México, las nevadas son raras; la última nevada se registró el 14 de febrero de 2021. Otro tipo de precipitación invernal ocurre en la ciudad con cierta frecuencia; en particular la lluvia congelada. Un evento importante de lluvia congelada ocurrida el 29 de enero de 2014 causó la interrupción del sistema metro por varias horas a causa del hielo que cubría los cables que proporcionan energía al sistema. En la zona de la Sierra Madre Oriental se registran heladas y nevadas con cierta frecuencia. Por otro lado, las temperaturas más altas se registran, de forma sostenida a fines de julio y en agosto, durante la canícula. Durante esas semanas, las temperaturas máximas pueden superar los 35 °C de forma sostenida, con mínimas que no descienden de 25 °C, presentando muchas noches tropicales. A pesar de que julio y agosto registran las temperaturas medias más cálidas, es posible que puntualmente las temperaturas máximas superen los 35 °C algunos días de primavera: desde abril y hasta junio. Este fenómeno se da por el efecto del viento del oeste que desciende por las montañas y se calienta y se seca, aumentando rápidamente las temperaturas en la ciudad. 
| Parámetros climáticos promedio de Monterrey (promedios 1991-2020), extremos (1991-presente) | Parámetros climáticos promedio de Monterrey (promedios 1991-2020), extremos (1991-presente) | Parámetros climáticos promedio de Monterrey (promedios 1991-2020), extremos (1991-presente) | Parámetros climáticos promedio de Monterrey (promedios 1991-2020), extremos (1991-presente) | Parámetros climáticos promedio de Monterrey (promedios 1991-2020), extremos (1991-presente) | Parámetros climáticos promedio de Monterrey (promedios 1991-2020), extremos (1991-presente) | Parámetros climáticos promedio de Monterrey (promedios 1991-2020), extremos (1991-presente) | Parámetros climáticos promedio de Monterrey (promedios 1991-2020), extremos (1991-presente) | Parámetros climáticos promedio de Monterrey (promedios 1991-2020), extremos (1991-presente) | Parámetros climáticos promedio de Monterrey (promedios 1991-2020), extremos (1991-presente) | Parámetros climáticos promedio de Monterrey (promedios 1991-2020), extremos (1991-presente) | Parámetros climáticos promedio de Monterrey (promedios 1991-2020), extremos (1991-presente) | Parámetros climáticos promedio de Monterrey (promedios 1991-2020), extremos (1991-presente) | Parámetros climáticos promedio de Monterrey (promedios 1991-2020), extremos (1991-presente) |
| Mes                                                                                         | Ene.                                                                                        | Feb.                                                                                        | Mar.                                                                                        | Abr.                                                                                        | May.                                                                                        | Jun.                                                                                        | Jul.                                                                                        | Ago.                                                                                        | Sep.                                                                                        | Oct.                                                                                        | Nov.                                                                                        | Dic.                                                                                        | Anual                                                                                       |
| ------------------------------------------------------------------------------------------- | ------------------------------------------------------------------------------------------- | ------------------------------------------------------------------------------------------- | ------------------------------------------------------------------------------------------- | ------------------------------------------------------------------------------------------- | ------------------------------------------------------------------------------------------- | ------------------------------------------------------------------------------------------- | ------------------------------------------------------------------------------------------- | ------------------------------------------------------------------------------------------- | ------------------------------------------------------------------------------------------- | ------------------------------------------------------------------------------------------- | ------------------------------------------------------------------------------------------- | ------------------------------------------------------------------------------------------- | ------------------------------------------------------------------------------------------- |
| Temp. máx. abs. (°C)                                                                        | 35.6                                                                                        | 41.0                                                                                        | 42.0                                                                                        | 44.6                                                                                        | 46.0                                                                                        | 45.0                                                                                        | 42.7                                                                                        | 41.8                                                                                        | 41.2                                                                                        | 40.5                                                                                        | 37.0                                                                                        | 37.0                                                                                        | 46.0                                                                                        |
| Temp. máx. media (°C)                                                                       | 22.4                                                                                        | 23.9                                                                                        | 27.7                                                                                        | 31.2                                                                                        | 33.5                                                                                        | 35.7                                                                                        | 35.6                                                                                        | 36.1                                                                                        | 32.6                                                                                        | 29.0                                                                                        | 24.5                                                                                        | 21.8                                                                                        | 29.5                                                                                        |
| Temp. media (°C)                                                                            | 15.2                                                                                        | 17.8                                                                                        | 20.9                                                                                        | 24.2                                                                                        | 26.5                                                                                        | 28.6                                                                                        | 28.8                                                                                        | 28.9                                                                                        | 26.1                                                                                        | 23.1                                                                                        | 18.9                                                                                        | 15.6                                                                                        | 22.9                                                                                        |
| Temp. mín. media (°C)                                                                       | 10.0                                                                                        | 12.0                                                                                        | 15.1                                                                                        | 18.3                                                                                        | 21.3                                                                                        | 23.1                                                                                        | 23.2                                                                                        | 23.5                                                                                        | 21.8                                                                                        | 18.6                                                                                        | 13.9                                                                                        | 10.5                                                                                        | 17.6                                                                                        |
| Temp. mín. abs. (°C)                                                                        | -2.8                                                                                        | -3.8                                                                                        | 1.3                                                                                         | 4.2                                                                                         | 11.0                                                                                        | 18.8                                                                                        | 19.6                                                                                        | 20.0                                                                                        | 12.2                                                                                        | 1.0                                                                                         | 2.4                                                                                         | -2.0                                                                                        | -3.8                                                                                        |
| Precipitación total (mm)                                                                    | 21.8                                                                                        | 17.3                                                                                        | 29.1                                                                                        | 33.6                                                                                        | 53.2                                                                                        | 62.6                                                                                        | 59.9                                                                                        | 72.7                                                                                        | 199.7                                                                                       | 64.1                                                                                        | 30.0                                                                                        | 22.5                                                                                        | 666.6                                                                                       |
| Días de precipitaciones (≥ 0.1 mm)                                                          | 4.4                                                                                         | 4.0                                                                                         | 4.4                                                                                         | 4.5                                                                                         | 7.0                                                                                         | 5.5                                                                                         | 4.2                                                                                         | 5.5                                                                                         | 9.1                                                                                         | 5.9                                                                                         | 4.8                                                                                         | 3.7                                                                                         | 63.0                                                                                        |
| Horas de sol                                                                                | 160.3                                                                                       | 161.8                                                                                       | 181.3                                                                                       | 187.6                                                                                       | 206.5                                                                                       | 222.8                                                                                       | 237.9                                                                                       | 258.8                                                                                       | 184.4                                                                                       | 179.0                                                                                       | 156.3                                                                                       | 139.3                                                                                       | 2275.9                                                                                      |
| Humedad relativa (%)                                                                        | 67.5                                                                                        | 65.7                                                                                        | 63.3                                                                                        | 63.1                                                                                        | 67.1                                                                                        | 65.4                                                                                        | 64.2                                                                                        | 63.7                                                                                        | 71.3                                                                                        | 71.6                                                                                        | 71.0                                                                                        | 69.0                                                                                        | 66.9                                                                                        |
| Fuente: NOAA                                                                                |                                                                                             |                                                                                             |                                                                                             |                                                                                             |                                                                                             |                                                                                             |                                                                                             |                                                                                             |                                                                                             |                                                                                             |                                                                                             |                                                                                             |                                                                                             |

## Localidades
El municipio de Monterrey cuenta con siete localidades.
| Código INEGI | Localidad  | Población (2020) |
| ------------ | ---------- | ---------------- |
| 190390001    | Monterrey  | 1 142 952        |
| 190390042    | Santa Cruz | 14               |
| 190390052    | El Castaño | 13               |

## Presidentes municipales
| Presidente municipal                          | Inicio                   | Término                  | Partido político | Partido político                     |
| --------------------------------------------- | ------------------------ | ------------------------ | ---------------- | ------------------------------------ |
| Óscar Herrera Hosking                         | 31 de octubre de 1982    | 30 de octubre de 1985    |                  | Partido Revolucionario Institucional |
| Luis Marcelino Farías                         | 31 de octubre de 1985    | 30 de octubre de 1988    |                  | Partido Revolucionario Institucional |
| Sócrates Rizzo García                         | 31 de octubre de 1988    | 3 de marzo de 1991       |                  | Partido Revolucionario Institucional |
| Juventino González Benavides                  | 4 de marzo de 1991       | 30 de octubre de 1991    |                  | Partido Revolucionario Institucional |
| Benjamín Clariond Reyes Retana                | 31 de octubre de 1991    | 30 de octubre de 1994    |                  | Partido Revolucionario Institucional |
| Jesús Hinojosa Tijerina                       | 31 de octubre de 1994    | 30 de octubre de 1997    |                  | Partido Acción Nacional              |
| Jesús María Elizondo González                 | 31 de octubre de 1997    | 30 de octubre de 2000    |                  | Partido Acción Nacional              |
| Felipe de Jesús Cantú Rodríguez               | 31 de octubre de 2000    | 30 de octubre de 2003    |                  | Partido Acción Nacional              |
| Jesús Ricardo Canavati Tafich                 | 31 de octubre de 2003    | 3 de abril de 2006       |                  | Partido Revolucionario Institucional |
| Édgar Olaiz Ortiz (Sustituto)                 | 3 de abril de 2006       | 30 de octubre de 2006    |                  | Partido Revolucionario Institucional |
| Adalberto Arturo Madero Quiroga               | 31 de octubre de 2006    | 30 de octubre de 2009    |                  | Partido Acción Nacional              |
| Fernando Larrazábal Bretón                    | 31 de octubre de 2009    | 3 de mayo de 2012        |                  | Partido Acción Nacional              |
| Jaime Bazaldúa Robledo (Sustituto)            | 3 de mayo de 2012        | 30 de octubre de 2012    |                  | Partido Acción Nacional              |
| Margarita Alicia Arellanes Cervantes          | 31 de octubre de 2012    | 24 de diciembre de 2014  |                  | Partido Acción Nacional              |
| Norma Paola Mata Esparza (Sustituta)          | 24 de diciembre de 2014  | 18 de febrero del 2015   |                  | Partido Acción Nacional              |
| Margarita Alicia Arellanes Cervantes          | 18 de febrero de 2015    | 30 de octubre de 2015    |                  | Partido Acción Nacional              |
| Adrián Emilio de la Garza Santos              | 31 de octubre de 2015    | 30 de octubre de 2018    |                  | Partido Revolucionario Institucional |
| Bernardo González Garza (Sustituto)           | 6 de noviembre de 2018   | 30 de enero de 2019      |                  | Sin partido                          |
| Adrián Emilio de la Garza Santos              | 31 de enero de 2019      | 2 de marzo de 2021       |                  | Partido Revolucionario Institucional |
| Antonio Fernando Martínez Beltrán (Sustituto) | 3 de marzo de 2021       | 29 de septiembre de 2021 |                  | Partido Revolucionario Institucional |
| Luis Donaldo Colosio Riojas                   | 30 de septiembre de 2021 | 22 de agosto de 2024     |                  | Movimiento Ciudadano                 |
| Betsabé Rocha Nieto (Sustituta)               | 23 de agosto de 2024     | 29 de septiembre de 2024 |                  | Movimiento Ciudadano                 |
| Adrián Emilio de la Garza Santos              | 30 de septiembre de 2024 |                          |                  | Partido Revolucionario Institucional |